# Gorgier
Gorgier är en ort i kommunen La Grande Béroche i kantonen Neuchâtel i Schweiz. Den ligger cirka 15 kilometer sydväst om Neuchâtel. Orten har 990 invånare (2023). Gorgier har vuxit samman med grannorten Saint-Aubin-Sauges. Strax utanför orten ligger slottet Gorgier som ombyggdes under renässansen till sitt nuvarande skick.
Fram till mitten av 1900-talet var nästan alla invånare sysselsatt i jordbruket. På flera sluttningar av Jurabergen odlades vin eller hölls tamboskap. Idag pendlar många invånare till arbetsplatser i eller nära Neuchâtel.
Gorgier ingår i vägnätet mellan Neuchâtel och Yverdon-les-Bains. En riksväg går ovan jord och motorvägen A5 korsar orten i en tunnel. Järnvägsanslutning finns sedan 7 november 1859, stationen ligger på gränsen mellan Gorgier och Saint-Aubin-Sauges.
Orten var före den 1 januari 2018 en egen kommun, men slogs då samman med kommunerna Bevaix, Fresens, Montalchez, Saint-Aubin-Sauges och Vaumarcus till den nya kommunen La Grande Béroche. Den tidigare kommunen omfattade även orten Chez-le-Bart vid Neuchâtelsjön.